# Propalaeotherium
Propalaeotherium foi um gênero de Perissodáctilo ancestral do cavalo endêmica da Europa e da Ásia durante o Eoceno Médio.
O nome significa "antes Palaeotherium", como é o antepassado de Palaeotherium, um outro parente primitivo dos cavalos. Embora fosse descendente do primeiros ancestrais do cavalo, Hyracotherium, o Propaleotherium e Paleotherium não eram os antepassados diretos do cavalo moderno; sua linha evolutiva extinguiu-se há cerca de 34 milhões de anos, sem deixar descendentes.

## Descrição

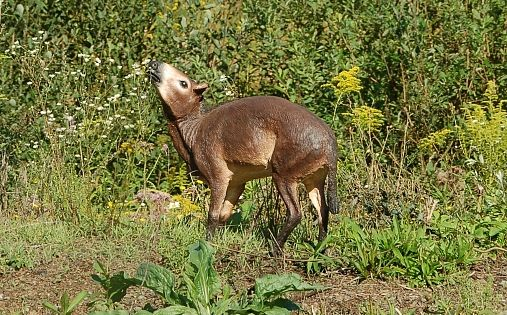
Reconstituição de um Propalaeotherium, no Messel Grube, perto de Darmstadt, Alemanha

Propalaeotherim era um animal pequeno, variando de 30–60 cm nos ombros, pesando apenas 10 kg. Parecia-se um pouco com um tapir de pequeno porte. Eles não tinham cascos, tinha em vez do casco vários pequenos dedos. Era herbívoro, e os surpreendentemente bem preservados fósseis de Messel mostram que eles comiam frutos, folhas e matéria vegetal do solo da floresta

## Na cultura popular
Propalaeotherium apareceu no documentário da BBC Walking with Beasts, onde é mostrado como uma criatura de comportamento nervoso.